# Chiesa di Sant'Ilario (Bioggio)
La chiesa di Sant'Ilario è un edificio religioso di origine altomedievale che si trova a Bioggio. Fa parte dell'Inventario dei beni culturali svizzeri d'importanza regionale.

## Storia
A rivelare l'origine dell'edificio fu una ricerca archeologica condotta nel 1987, nell'ambito del restauro complessivo operato fra il 1986 e il 1989: la chiesa, da principio realizzata in legno, sorse entro l'VIII secolo e fu sostituita in quello successivo da una struttura absidata in muratura con un cancello in legno. A comprovare l'origine medievale la dedicazione a Sant'Ilario, particolarmente venerato dai Franchi. Parte dell'edificio del IX secolo è visibile nella parete esterna dell'abside. Nel XII secolo fu modificato l'altare, preesistente, che nel XIV secolo fu nuovamente ampliato e decorato con un paliotto. Nel Cinquecento, tuttavia, la chiesa fu notevolmente rimaneggiata e ampliata, in modo da inglobare una porzione di quella precedente: la nuova struttura, dotata di coro, fu completata entro il 1550, ma nella seconda metà del secolo furono aggiunti la sagrestia e un altro locale. Dal 1665 al 1680, tuttavia, la chiesa fu nuovamente modificata: con la realizzazione delle volte, di una cappella, l'ulteriore trasformazione dell'altare e forse anche la realizzazione del portico tuscanico che precede la facciata la chiesa fu uniformata al gusto barocco allora in voga.

## Galleria d'immagini

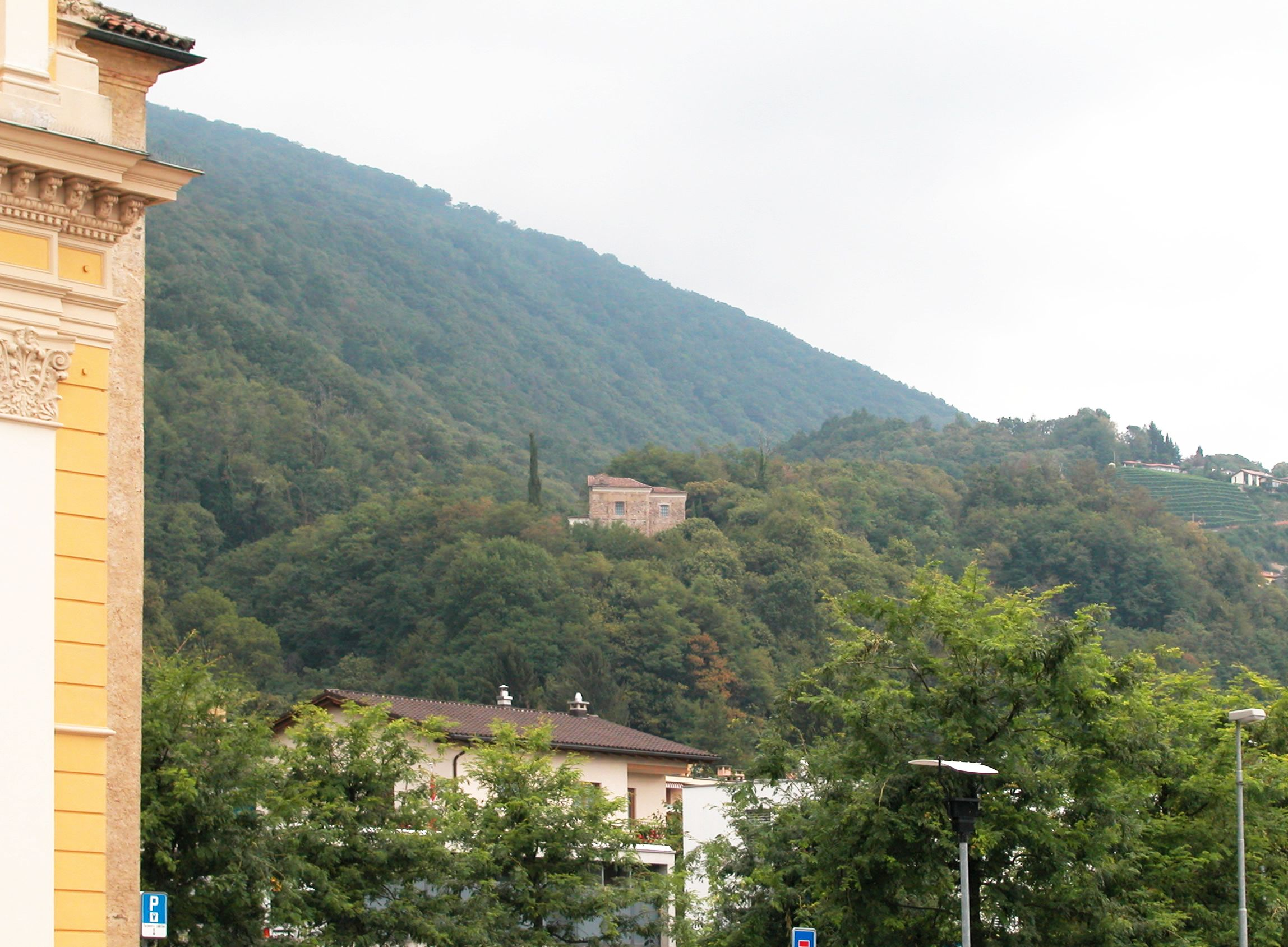
Veduta dalla Chiesa di San Maurizio
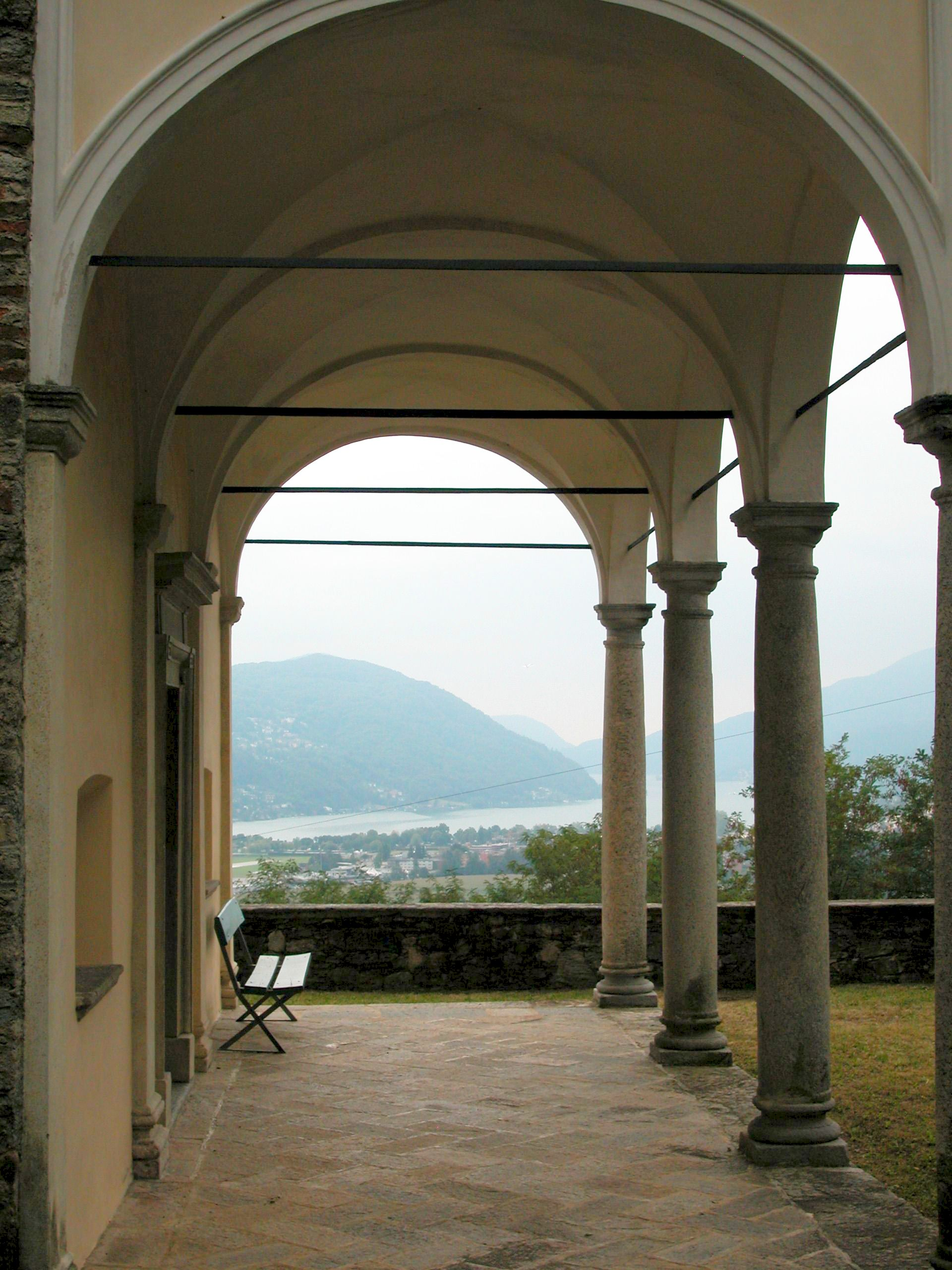
Portico
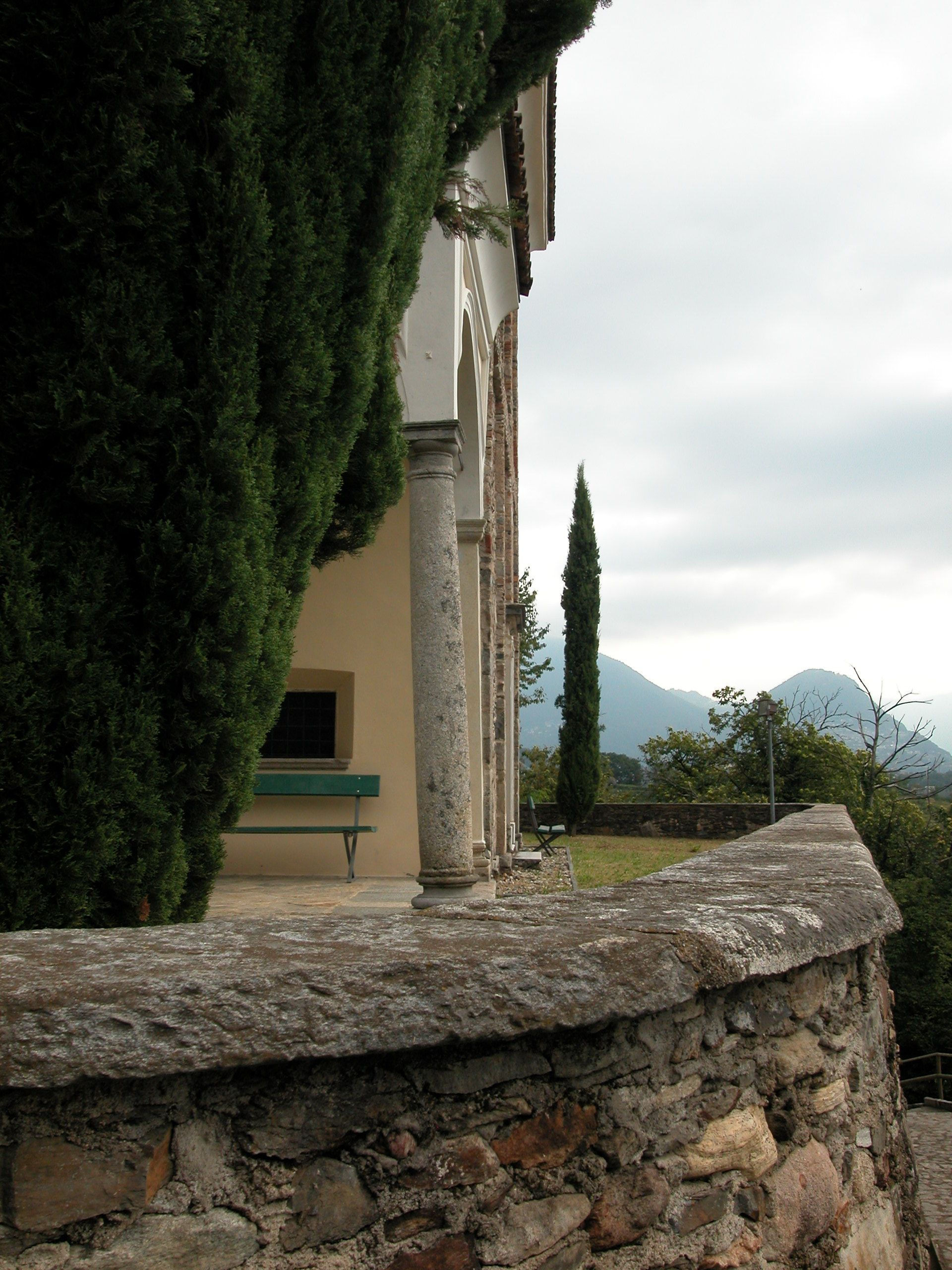
Particolare del portico
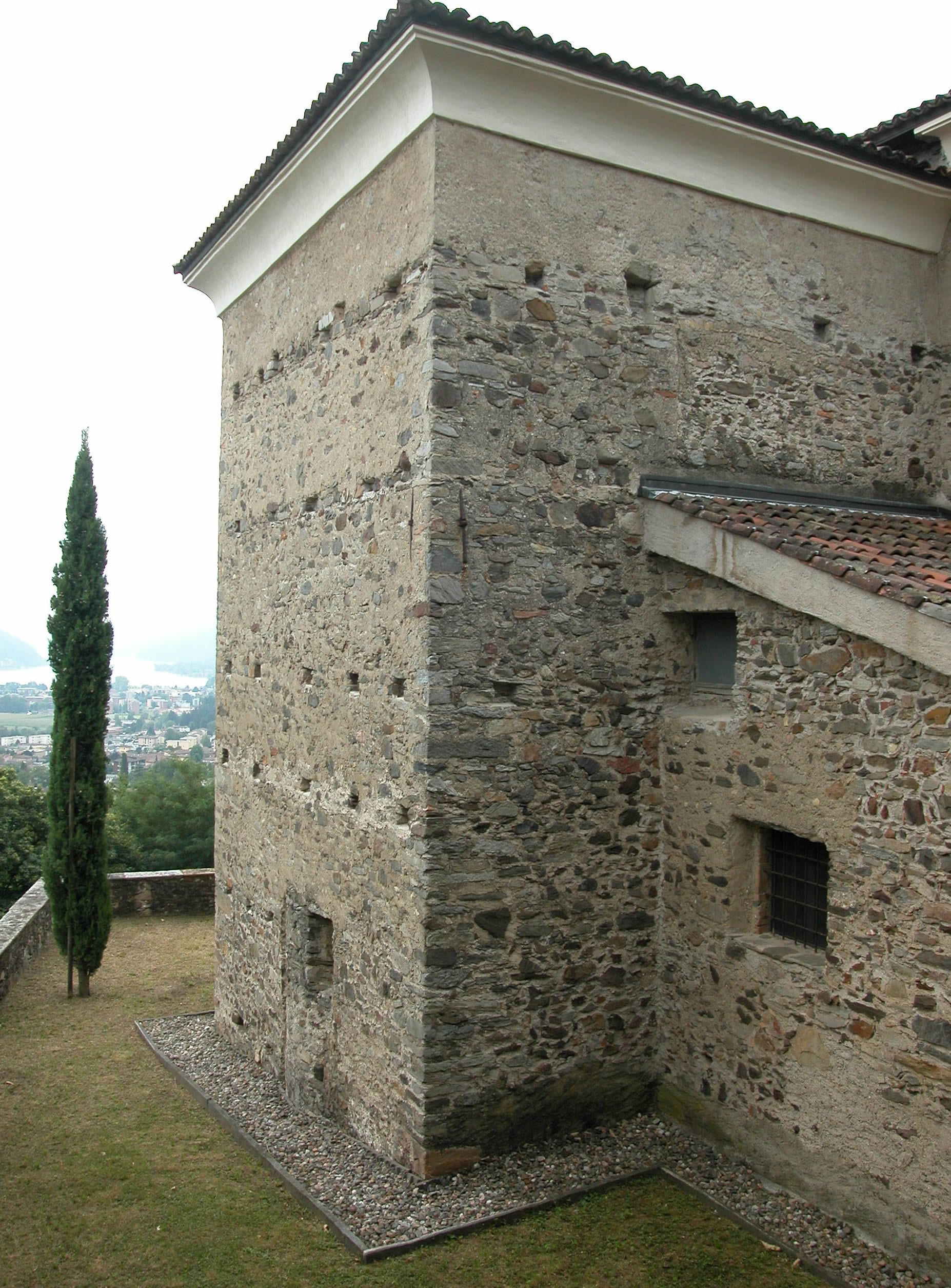
Abside con evidenza dell'antico abside carolingio
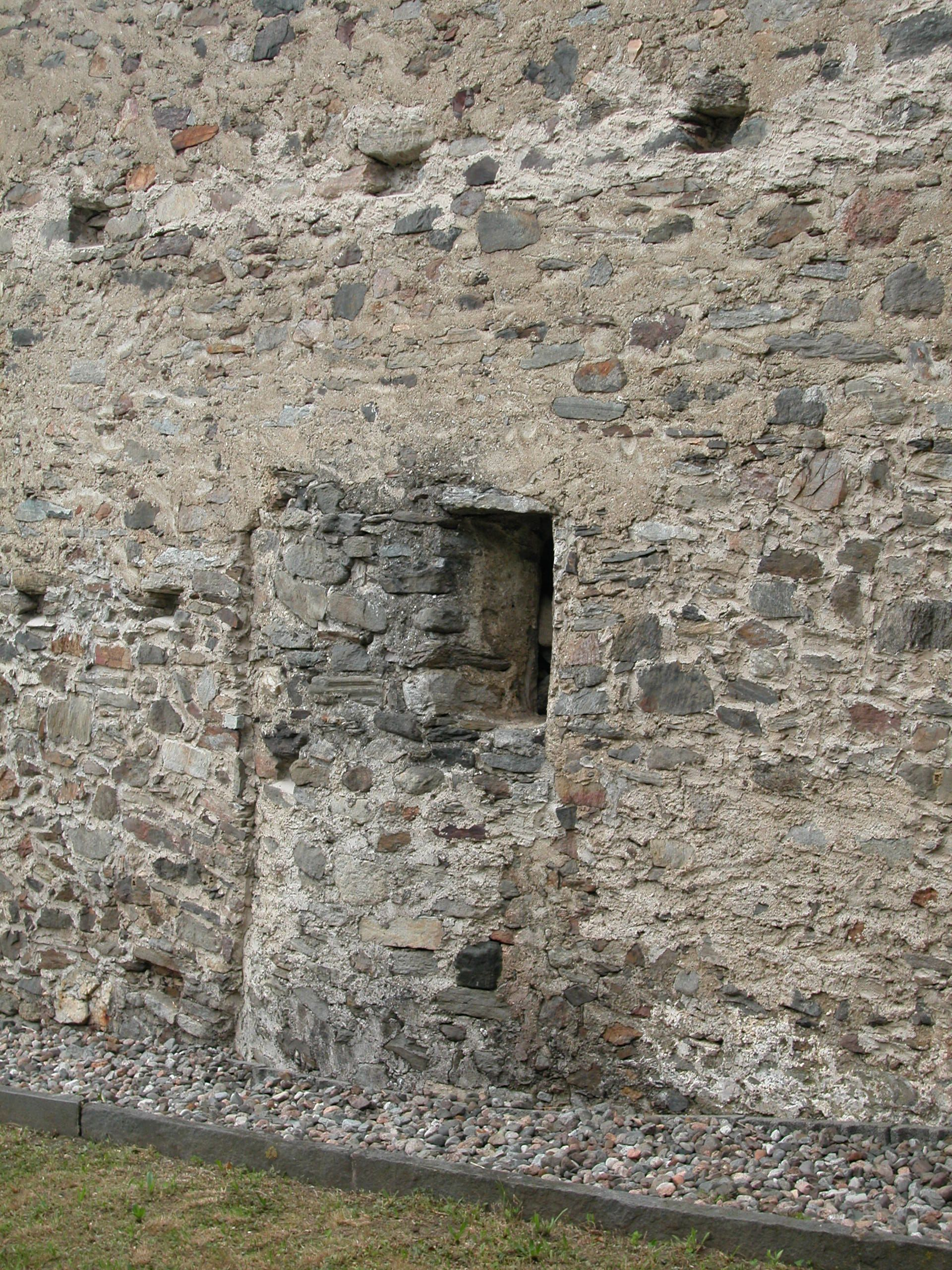
Particolare dell'abside